# Oleksandrivske, Oleksandria
Oleksandrivske (în ucraineană Олександрійське) este o așezare de tip urban din orașul regional Oleksandria, regiunea Kirovohrad, Ucraina. În afara localității principale, nu cuprinde și alte sate.

## Demografie
Componența lingvistică a așezării de tip urban Oleksandrivske
     Ucraineană (92,22%)
     Rusă (7,49%)
     Alte limbi (0,18%)
Conform recensământului din 2001, majoritatea populației așezării de tip urban Oleksandrivske era vorbitoare de ucraineană (92,22%), existând în minoritate și vorbitori de rusă (7,49%).